# 使君子氨酸
使君子氨酸（英語：Quisqualic acid）是一种AMPA受体、红藻氨酸受体和I型代谢型谷氨酸受体的激动剂，也是已知最强的AMPA受体激动剂。由于它具有兴奋毒性，被广泛用于神经科学研究中，选择性地破坏大脑中的神经元或脊髓。使君子氨酸存在于使君子科物种的种子中。
一项由美国农业部进行的研究显示，使君子氨酸也存在于天竺葵属的花瓣中，并能使其天敌甲壳虫神经系统瘫痪。其作用机理为，使君子氨酸可被视为L-谷氨酸的类似物，可以作为昆虫神经肌肉结和哺乳动物中枢神经系统的神经递质。